# Livingston (Caroline du Sud)
Pour les articles homonymes, voir Livingston.
La ville américaine de Livingston est située dans le comté d'Orangeburg, dans l’État de Caroline du Sud. Sa population s’élevait à 148 habitants lors du recensement de 2000.

## Démographie
| 1900 | 1910 | 1920 | 1930 | 1940 | 1950 |
| ---- | ---- | ---- | ---- | ---- | ---- |
| 79   | 168  | 159  | 198  | 178  | 210  |

| 1960 | 1970 | 1980 | 1990 | 2000 | 2010 |
| ---- | ---- | ---- | ---- | ---- | ---- |
| 208  | 165  | 166  | 171  | 148  | 136  |

## Source
- (en) Cet article est partiellement ou en totalité issu de l’article de Wikipédia en anglais intitulé « Livingston, South Carolina » (voir la liste des auteurs).